# Donald Hugo Dijkhuijsen
Donald Hugo Dijkhuijsen (Twello, 28 april 1821 – aldaar, 11 januari 1897) was een Nederlands organist.
Hij werd geboren binnen het gezin van Jacobus Dijkhuijsen (secretaris van de schout van Voorst) en Johanna MacKaij. Hun dochter Pittronella Margrita Dijkhuijsen (geboren 1817) huwde letterkundige, schilder, belastingontvanger en bierbrouwer Egbert van der Maaten. Hijzelf bleef vermoedelijk ongetrouwd.
Hij kreeg zijn muziekopleiding van Friedrich Schneider in Dessau. Vervolgens werd hij organist in Elburg en vanaf 1845 tot 1886 in de Grote of Sint-Stevenskerk te Nijmegen. Tevens was hij in die plaatsen muziekmeester.
Van zijn hand kwam een aantal composities (verschenen onder de naam D.H. Dijkhuyzen):
- Gevarieerd koraal voor orgel en koperblaasinstrumenten Wie schön leuchtet der Morgenstern
- twee orgelsonates
- Psalm 23 voor koor en orkest
- Ouverture voor orkest (1855)
- een symfonie in C (1856) en
- enkele liederen.

- Gemeinsame Normdatei: 1118420357
- Virtual International Authority File: 283497636
- WorldCat: E39PBJrrD4fxxv9x7qyRJYp9Dq